# Pelochelys signifera
Espèce
Statut CITES
Pelochelys signifera est une espèce de tortues de la famille des Trionychidae.

## Répartition
Cette espèce est endémique du Nord de la Papouasie-Nouvelle-Guinée.

## Publication originale
- Webb, 2003 : Observations on the Giant Softshell Turtle, Pelochelys cantorii, with description of a new species. Hamadryad, vol. 27, no 1, p. 99-107.